# Marta Pihan-Kulesza
 (novembre 2023).
Si vous disposez d'ouvrages ou d'articles de référence ou si vous connaissez des sites web de qualité traitant du thème abordé ici, merci de compléter l'article en donnant les références utiles à sa vérifiabilité et en les liant à la section « Notes et références ».
Marta Pihan-Kulesza (née le 23 juillet 1987 à Szczecin) est une gymnaste polonaise. Elle est mariée au gymnaste Roman Kulesza.

## Palmarès

### Jeux olympiques
- Pékin 2008
  - participation

- Londres 2012
  - 19e au concours général individuel

### Coupe du monde
- 2012
  - 3e place à Doha, au Qatar, à la poutre
  - 2e place à Osijek, en Croatie, aux barres asymétriques

### Championnats d'Europe
- Milan 2009
  - 10e du concours général individuel

- Berlin 2011
  - 11e du concours général individuel

### Tournoi des Maîtres
- 1re à la poutre du 33e Cottbus, en 2009
- 2e au sol du 34e Cottbus, en 2010